# Stjaalen Lykke
Stjaalen Lykke er en amerikansk stumfilm fra 1920 af James Vincent.

## Medvirkende
- Marguerite Namara som Vera Blaine
- Rudolph Valentino som José Dalmarez
- Albert L. Barrett som Hugh Conway
- Henrietta Simpson
- Arthur Earle som Carlos
- Walter Chapin som Richard Huntley
- Aileen Pringle som Inez Salles
- Alex K. Shannon som Campos Salles
- Gene Gauthier som Alvarez Salles